# 남자는 괴로워 1 - 토라, 우리의 사랑스런 여행자
남자는 괴로워 1 - 토라, 우리의 사랑스런 여행자(男はつらいよ: It's Tough Being A Man)는 일본에서 제작된 야마다 요지 감독의 1969년 드라마, 코미디, 멜로/로맨스 영화이다. 아츠미 키요시 등이 주연으로 출연하였다.

## 출연

### 주연
- 아츠미 키요시
- 바이쇼 치에코
- 마에다 긴

### 조연
- 미츠모토 사치코
- 류 치슈
- 시무라 타카시
- 모리카와 신
- 츠사카 마사아키
- 사토 가지로
- 세키 케이로쿠
- 미사키 치에코
- 다자이 히사오
- 히로카와 타이치로
- 이시지마 후사타로
- 이시이 켄이치
- 미즈키 료코

## 제작진
- 미술: 우메다 치유